# Friendship (Maine)
Friendship es un pueblo ubicado en el condado de Knox en el estado estadounidense de Maine. En el Censo de 2010 tenía una población de 1.152 habitantes y una densidad poblacional de 14,18 personas por km².

## Geografía
Friendship se encuentra ubicado en las coordenadas 43°57′11″N 69°20′48″O / 43.95306, -69.34667. Según la Oficina del Censo de los Estados Unidos, Friendship tiene una superficie total de 81.25 km², de la cual 36.53 km² corresponden a tierra firme y (55.04%) 44.72 km² es agua.

## Demografía
Según el censo de 2010, había 1.152 personas residiendo en Friendship. La densidad de población era de 14,18 hab./km². De los 1.152 habitantes, Friendship estaba compuesto por el 99.22% blancos, el 0% eran afroamericanos, el 0% eran amerindios, el 0.17% eran asiáticos, el 0% eran isleños del Pacífico, el 0.26% eran de otras razas y el 0.35% pertenecían a dos o más razas. Del total de la población el 0.35% eran hispanos o latinos de cualquier raza.